# St. Maria ad Gradus (Köln)
| \| \|                                                 |
| Die Kirchfundamente auf dem Domhügel, spätestens 1825 |
| Nur ein Punkt                                         |

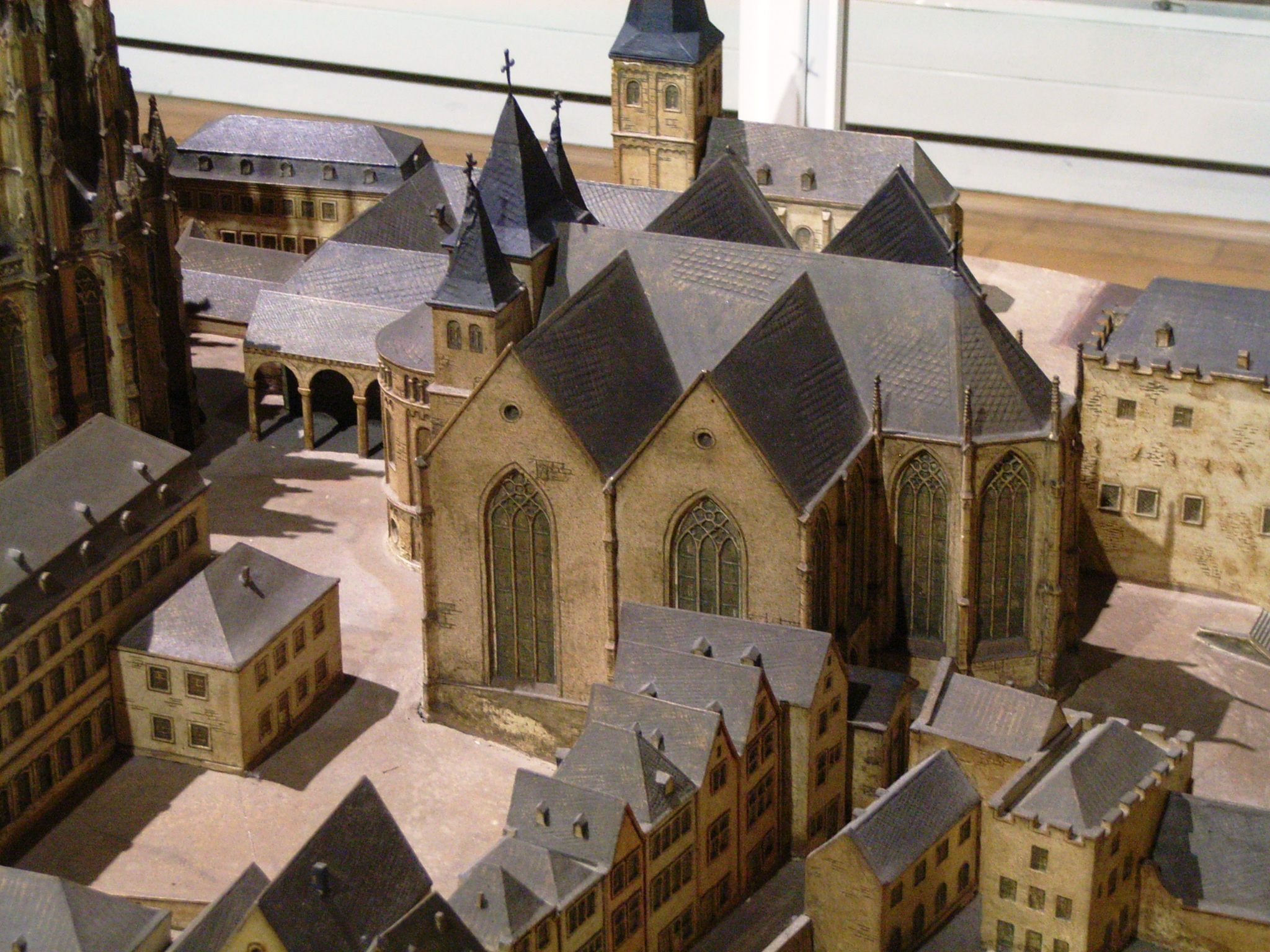
Modell der Stiftskirche im Stadtmuseum

St. Maria ad gradus („Maria zu den Stufen“) heißt eine historische romanische Stiftskirche mit eigenem Immunitätsbezirk. Sie lag östlich des Kölner Domes, zwischen Dom und Rhein. Volkstümlich wurde sie St. Mariengraden genannt. In ihr ruhten die Gebeine der seligen Richeza, der Königin von Polen und Enkelin Kaiser Ottos II. und seiner Gemahlin Theophanu. Richezas Gebeine wurden 1817 in den Kölner Dom überführt.

## Geschichte
St. Maria ad gradus wurde von Erzbischof Hermann II. gestiftet und an der Stelle einer dem Dom zugehörigen Taufkirche gebaut. In einer Urkunde des Erzbischofs Anno II. von 1075 erklärt dieser, das Stift nach Plan und mit Mitteln Hermanns errichtet zu haben. Der Bau wurde vermutlich um 1062, als Reliquien des Hl. Agilolf in ihn übertragen wurden, vollendet. Es handelte sich um eine zweichörige Basilika mit West- und Ostquerschiff, die mit einem doppelten zur Innenseite offenen Säulengang an den Dom anschloss. Die Außenmaße der Kirche betrugen etwa 55 m in der Länge und 42 m in der Breite. Der Baubeginn muss bereits unter Hermann erfolgt sein.
Die Kirche brannte 1085 ab, wurde wieder errichtet und später gotisch erweitert.
Nach der französischen Besetzung des Rheinlands 1794 wurden die Stifte und Klöster aufgelöst und Stifts- und Klosterkirchen drohte der Abbruch oder, in einigen Fällen, eine profane (nichtreligiöse) Umnutzung. Um die Kirchen zu retten, wurden daraufhin zahlreiche von ihnen von den Pfarrgemeinden übernommen, die dafür ihre bisherigen Pfarrkirchen aufgaben. Im Fall von St. Maria ad Gradus war eine solche Übernahme nicht möglich, da sie zu nah an anderen Kirchen (Groß St. Martin, Dom, St. Andreas) lag und in diesem Gebiet keine weitere Pfarrkirche benötigt wurde.
Daher wurde die Kirche nach anfänglicher Nutzung als Lagerraum 1817 abgerissen, 1827 gingen bei der Abtragung des Domhügels auch die Fundamente verloren. Am Ostchor des Kölner Domes ist als einziger Rest des Kirchenbaus eine Säule mit Kapitell der Säulenhallen erhalten, die sogenannte Domsäule. Ein Evangeliar aus der Kirche befindet sich als Handschrift Hs. 1a in der Diözesanbibliothek Köln, das Richeza-Evangeliar, das ebenfalls zur Ausstattung der Kirche gehörte, als Hs. 544 in der hessischen Landes- und Hochschulbibliothek Darmstadt. Ein Kruzifix mit Nebenfiguren aus der Werkstatt von Meister Tilman wurde 1803 von Pfarrangehörigen der ehemals von der Stiftskirche abhängigen Ortschaft Bliesheim übernommen. Original jetzt in der dortigen Pfarrkirche St. Lambertus. Der Agilolphusaltar und der Agilolphusschrein befinden sich heute im Kölner Dom.
Bis zum Abriss der Kirche waren auch mindestens drei Glocken vorhanden, nämlich eine der Gottesmutter und Allen Heiligen geweihte Glocke von 1356 (oder 1354) von 1,17 Metern Durchmesser, die nach St. Mauritius zu Bachem kam und dort bis heute erhalten geblieben ist, sowie die beiden 1416 und 1424 von Christian Duisterwalt gegossenen und ebenfalls der Gottesmutter geweihten Glocken mit einem Durchmesser von 1,25 und 1,09 Metern, die auf den Turm von St. Peter gehängt wurden. Die kleinere von beiden hat die Zerstörungen des Zweiten Weltkrieges überdauert und konnte 1960 geschweißt werden.

## Bilder

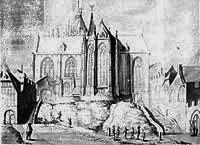
Zeichnung von Johannes Vinkenboom, 1660
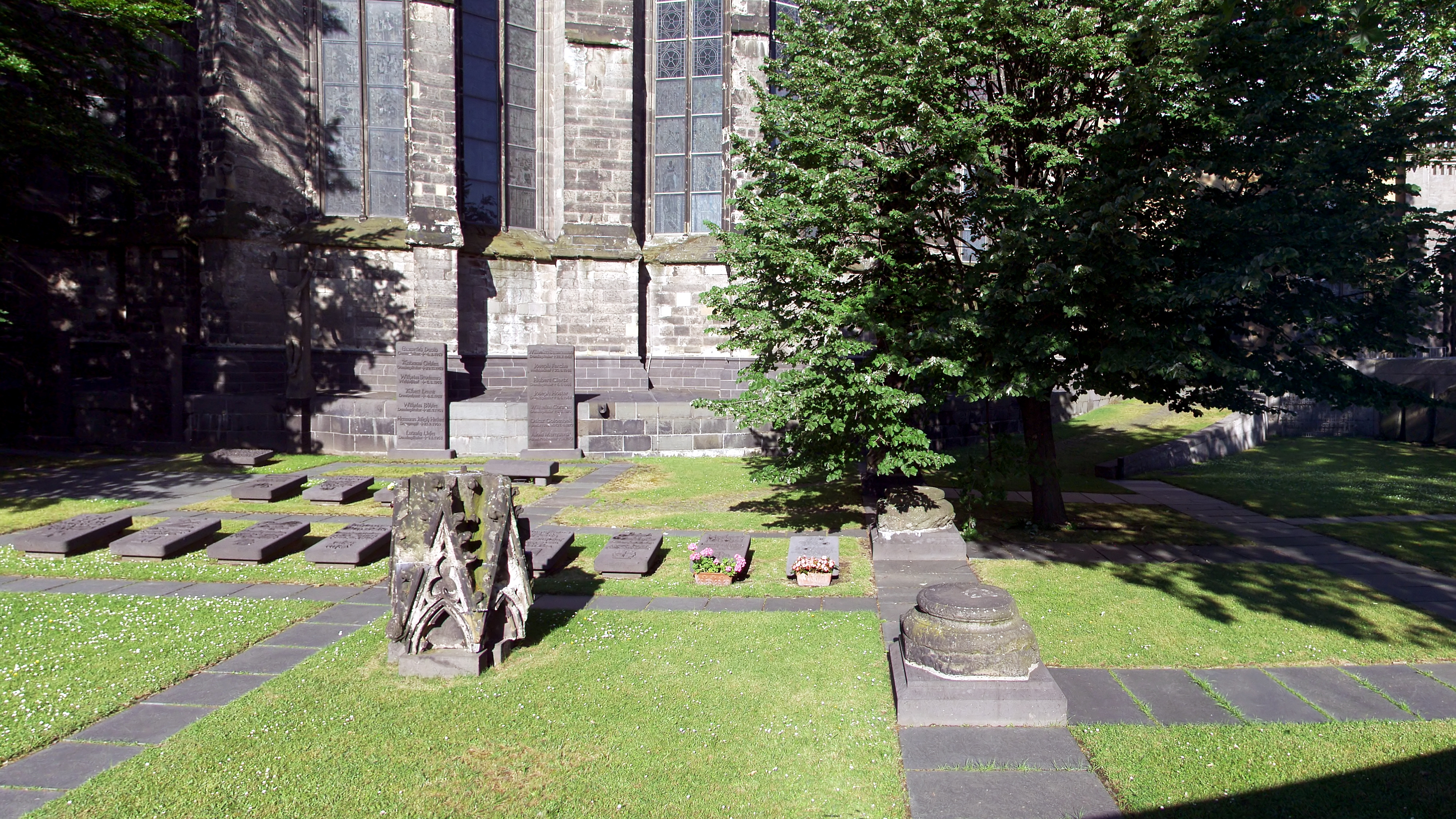
Ostchor des Kölner Domes mit Friedhof und Resten von St. Maria ad Gradus, Aufnahme aus dem Jahr 2008
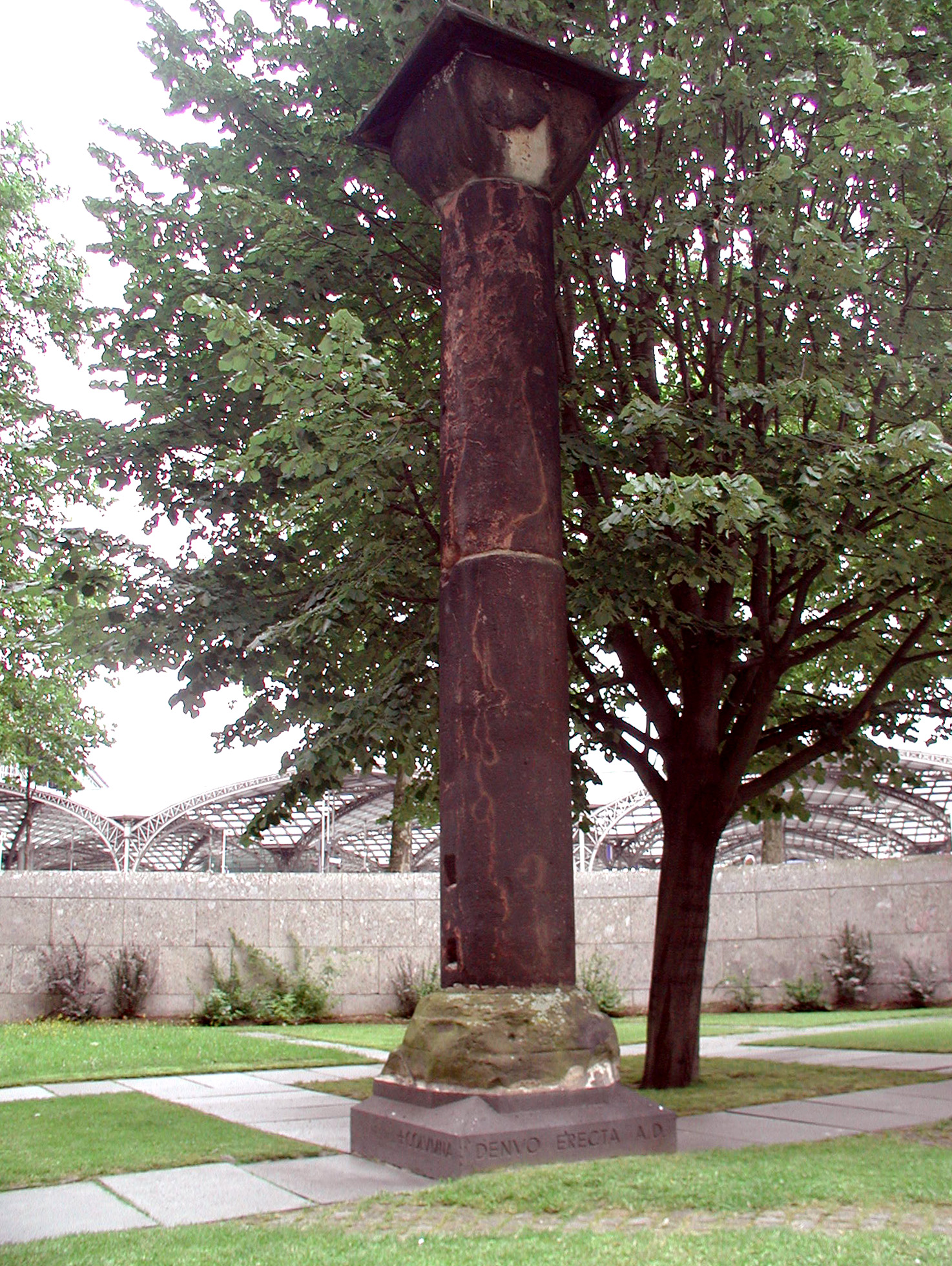
Domsäule, Aufnahme aus dem Jahr 2008